# Sputum
Sputum eller expektoration är det slem som hostas upp från lungor och bronker, det vill säga de nedre luftvägarna. Undersökning av sputum, ett så kallat sputumprov, kan visa upp olika orsaker till infektioner eller sjukdomar som kan vara bakomvarande orsaker till hostan. Sputum med blodupphostningar (blodstörtning)  associeras med vävnadsförstöring, vid exempelvis TBC.